# Уплин
Упли́н (фр. Houplines) — коммуна во Франции, регион О-де-Франс, департамент Нор, округ Лилль, кантон Армантьер. Расположена в 14 км к северо-западу от Лилля и в 5 км от автомагистрали А25. Через территорию коммуны протекает река Лис, являющаяся в этом месте границей Бельгии и Франции.
Население (2017 год) — 7 805 человек.

## Достопримечательности
- Здание мэрии, восстановленное после разрушений в 1930 году
- Церковь Святого Карла конца XIX века, восстановленная после Первой мировой войны
- Церковь Святой Анастасии, реконструированная после Первой мировой войны
- Пивоварня Руссель

## Экономика
Структура занятости населения:
- сельское хозяйство — 2,1 %
- промышленность — 7,0 %
- строительство — 4,5 %
- торговля, транспорт и сфера услуг — 54,4 %
- государственные и муниципальные службы — 32,0 %

Уровень безработицы (2017) — 13,0 % (Франция в целом — 13,4 %, департамент Нор — 17,6 %). 

Среднегодовой доход на 1 человека, евро (2017) — 20 070 (Франция в целом — 21 110, департамент Нор — 19 490).

## Администрация
Пост мэра Уплина с 2012 года занимает Жан-Франсуа Легран (Jean-François Legrand). На муниципальных выборах 2020 года возглавляемый им правый список был единственным.
| Период | Период | Фамилия            | Партия                                     | Примечания |
| ------ | ------ | ------------------ | ------------------------------------------ | ---------- |
| 1966   | 1971   | Жан-Батист Ватте   | Французская секция Рабочего интернационала |            |
| 1971   | 1983   | Поль Куан          | Социалистическая партия                    |            |
| 1983   | 2012   | Жак Дерюйтер       |                                            |            |
| 2012   |        | Жан-Франсуа Легран |                                            |            |

## Города-побратимы
- Кирххундем, Германия

## Галерея
- Церковь Святой Анастасии
- Церковь Святого Карла
- Пивоварня Руссель

1. 1 2  база данных о французских коммунах — Национальный географический институт Франции, 2015.